# Viana do Castelo
Viana do Castelo este un oraș în Districtul Viana do Castelo, Portugalia.